# Plectrocnemia ondakeana
Plectrocnemia ondakeana là một loài Trichoptera trong họ Polycentropodidae. Chúng phân bố ở miền Cổ bắc.